# Pia Maria
Pia Maria Außerlechner, ou plus simplement Pia Maria, est une chanteuse autrichienne née le 21 mai 2003 dans le Land du Tyrol en Autriche.

Elle représente l'Autriche au Concours Eurovision de la chanson 2022, à Turin en Italie, aux côtés du DJ LUM!X, avec la chanson Halo.

## Biographie
Pia Maria Außerlechner naît le 21 mai 2003 en Autriche, dans le Land du Tyrol. Elle travaille en tant que maquilleuse au Tiroler Landestheater d'Innsbruck. Elle compose ses propres textes de chansons depuis l'âge de seize ans.

Le 8 février 2022, il est annoncé qu'elle avait été sélectionnée en interne par le télédiffuseur national autrichien ORF pour représenter le pays au Concours Eurovision de la chanson 2022, qui se tient à Turin en Italie. Elle y accompagne le DJ LUM!X en posant sa voix sur la chanson Halo.

### À l'Eurovision
Pia Maria et Lumix participeront à la première demi-finale, le mardi 10 mai 2022 et seront les treizièmes (sur dix-sept participants) à monter sur scène.

À l'issue de la demi-finale, le duo totalise 42 points (6 points des jurys et 36 points du télévote). Terminant à la quinzième place, ils ne parviennent pas à se qualifier pour la finale du samedi 14.

## Discographie

### En tant qu'artiste invitée

#### Singles
- 2022 − Halo (LUM!X feat. Pia Maria)

### En tant qu'artiste principale
- 2022 − I Know U Know
- 2022 − White Noise